# Juglon
Juglon is een aromatische verbinding met als brutoformule C10H6O3. De stof komt voor in de bladeren, wortels en bast van soorten die behoren tot de familie Juglandaceae (vooral in die van de zwarte walnoot) en wordt onder meer gebruikt als natuurlijke verfstof. In de plant is juglon door een glycosidische binding gebonden aan glucose. Juglon kan ook op synthetische wijze gemaakt worden.
Walnootbomen geven de stof via hun wortels af aan de grond, waardoor de wortelvorming van andere planten geremd wordt. Juglon heeft een antibacteriële en fungitoxische werking en is ook bloedstelpend. Juglon is ook een mutageen.
Juglon is een isomeer van HNQ (2-hydroxy-1,4-naftochinon), een verfstof gewonnen uit hennabladeren. De OH-groep zit dan aan dezelfde ring als de twee andere zuurstofatomen.